# Гусиный лук малоцветковый
Гусиный лук малоцветковый (лат. Gagea pauciflora) — вид травянистых растений рода Гусиный лук (Gagea) семейства Лилейные (Liliaceae).

## Ботаническое описание
Многолетние травянистые растения. Луковица одиночная, широкояйцевидная, около 5 мм длиной, одетая буровато-серыми остатками листовых оснований, которые окружают также и нижнюю часть стебля на высоту до 1,5 см. Стебель около 12 см высотой, до половины облиственный, с несколькими очерёдными кверху постепенно уменьшающимися линейными, по краям с узкой белой пленчатой каймой, листьями 1—1,5 мм шириной и от 1 до 7 см длиной, при основании лишь едва расширенными и без клубневидного утолщения. При основании стебля, от луковицы отходит кроме того один более длинный, почти одинаковой длины со стеблем или длиннее его, узколинейный лист около 1,5 мм шириной.
Цветок одиночный, вверх стоящий; листочки околоцветника беловато-желтоватые, снаружи зеленоватые, линейно продолговатые, тупые, 13—15 мм длиной и 2,5—3,5 мм шириной. Тычинки в 1,5 раза короче их, нити постепенно книзу расширенные, в 1,5 раза длиннее линейно-продолговатых пыльников. Пестик едва короче тычинок; завязь его удлиненно-эллиптическая, в поперечном разрезе трёхгранная, почти одинаковой длины со столбиком, который до половины разделен на 3 линейные доли, несущие на верхушке рыльца.

## Распространение и экология
Восточная Сибирь, Дальний Восток России, Восточная Азия. Встречается по сухим открытым горным склонам и солонцеватым местам.